# Klaus Steinbacher
Klaus Steinbacher (* 23. Februar 1994 in Bad Tölz) ist ein deutscher Schauspieler.

## Leben
Aufgewachsen in Reichersbeuern spielte er 2005 in dem Film von Marcus H. Rosenmüller Wer früher stirbt ist länger tot eine kleine Rolle als Mitschüler Toni. Der Regisseur engagierte ihn dann wieder 2006 für den Film Schwere Jungs, in dem er den jugendlichen Hauptdarsteller Basti verkörperte. 2011–2012 war er als ständiger Darsteller des Costa Siantos in der Serie Fluch des Falken zu sehen.
Klaus Steinbacher absolvierte von 2013 bis 2017 ein Schauspielstudium an der Bayerischen Theaterakademie August Everding München. Ab der Spielzeit 2019/2020 ist Steinbacher als Gast im Ensemble der Schauburg in München.

## Filmografie (Auswahl)

### Fernsehserien
- 2008: Siska – Die Wahrheit (Fernsehserie, 1 Folge)
- 2008: Marienhof (Fernsehserie)
- 2011–2012: Fluch des Falken (Fernsehserie, 112 Folgen)
- 2012: Der Bergdoktor (Fernsehserie, 2 Folgen)
- 2013: SOKO 5113 – Bäckersterben (Fernsehserie)
- 2015: Kommissarin Lucas – Der Wald (Fernsehserie)
- 2015: Die Rosenheim-Cops – Die Reisen des Herrn Stuckenthaler (Fernsehserie)
- 2016: Um Himmels Willen – Gärtners Frust (Fernsehserie)
- 2018: Das Boot (Fernsehserie, 7 Folgen)
- 2019: Watzmann ermittelt 1. Folge Der alte vom Berg (Fernsehserie)
- 2020: Oktoberfest 1900
- 2021: Der Kroatien-Krimi (Fernsehserie, Die Patin von Privonice)
- 2021: Gefährliche Nähe (Fernsehserie, 6 Folgen)
- 2022: Tatort: In seinen Augen
- 2024: Turmschatten (Fernsehserie, 6 Folgen)
- 2024: Sisi (Fernsehserie)
- 2025: Oktoberfest 1905

### Fernsehfilme
- 2009: Der Komödienstadel – Endstation Drachenloch
- 2010: Männer lügen nicht
- 2010: Die Verführerin Adele Spitzeder
- 2012: Das Wunder von Merching
- 2012: Das Leben ist ein Bauernhof
- 2014: Meine Frau, ihr Traummann und ich
- 2017: Abi ’97 – gefühlt wie damals
- 2021: Intermezzo (Kunsthochschule für Medien Köln)
- 2021: Prey (Ausstrahlung bei Netflix)
- 2022: Der Kaiser
- 2024: Blindspot, TV-Produktion | Regie: Hannu Salonen | Drehbuch: Marc O. Seng | Besetzung: Klaus Steinbacher, Marlene Tanczik, Felicitas Woll
- 2024: Alle Jahre wieder

### Kinofilme
- 2006: Wer früher stirbt ist länger tot
- 2006: Schwere Jungs
- 2021: Hannes

## Theater
- 2015: Der goldene Drache, Metropoltheater München, Regie: Jochen Schölch
- 2016: Klotz am Bein, Akademietheater August Everding, Regie: Miguel Abrantes Ostrowski
- 2018: Himmel und Hände, Schauburg München, Regie: Jule Kracht
- 2018: Nothing twice, Schauburg München, Regie: Erik Kaiel

## Auszeichnungen
- 2021: Romy in der Kategorie Beliebtester Nachwuchs männlich
- 2021: Bayerischer Fernsehpreis Nachwuchsförderpreis[3]